# Atrichopogon lampronotus
Atrichopogon lampronotus är en tvåvingeart som först beskrevs av Jean-Jacques Kieffer 1911.  Atrichopogon lampronotus ingår i släktet Atrichopogon och familjen svidknott.
Artens utbredningsområde är Seychellerna. Inga underarter finns listade i Catalogue of Life.